# 鈴木雪夫
鈴木 雪夫（すずき ゆきお、1929年 - 2016年2月）は、日本の統計学者、理学博士、東京大学名誉教授、多摩大学名誉教授。従四位瑞宝中綬章。

## 概要
- 愛知県生まれ。
- 1953年 東京大学理学部数学科を卒業[1]後、文部省統計数理研究所に入所。
- 1964年 文部省統計数理研究所研究室長。
- 1972年 日本統計学会理事長[2]。
- 1968年 東京大学経済学部助教授。
- 東京大学経済学部教授[3]。
- 東京大学大学院総合文化研究科・教養学部教授。
- 1989年 多摩大学経営情報学部教授。
- 1993年～1999年 多摩大学大学院経営情報学研究科長。
- 2016年2月 死去。叙従四位。瑞宝中綬章受章[4]。

## その他
- ベイズ統計学の第一人者である。

### 多摩大学
- 担当講義は統計学、経済統計学。
- 鈴木ゼミより東京大学大学院へ進学した者もいる。
- 大学院の設立に関わり、日本は博士号を増やす事が重要だと考えていた。